# Jerry Coker
Jerry Coker (* 28. November 1932 in South Bend (Indiana); † 14. Januar 2024 in Knoxville (Tennessee)) war ein US-amerikanischer Jazzmusiker (Klarinette, Tenorsaxophon), Autor und Hochschullehrer.

## Leben und Wirken
Jerry Coker studierte an der Indiana University; daneben spielte er Anfang der 1950er-Jahre Tenorsaxophon in der Fred Dale Big Band. 1953 unterbrach er das Studium, um Mitglied im Orchester von Woody Herman zu werden. In dieser Zeit spielte er auch
im Nat Pierce/Dick Collins Nonett und in der Formation The Herdsman mit Cy Touff und Ralph Burns (1954), dann im Septett von Mel Lewis (1956) und mit weiteren Musiken des West Coast Jazz; daneben arbeitete er als freischaffender Musiker. In der zweiten Hälfte der 1950er Jahre entstanden auch erste Aufnahmen unter eigenem Namen in Bloomington (Indiana), San Francisco und Paris.
Anfang der 1960er-Jahre setzte Coker seine Studien fort; Mitte der 1960er Jahre kehrte er als Dozent an die Indiana University zurück und war im Jazz-Bereich tätig. 1976/77 leitete er das Duke Jazz Ensemble an der Duke University. Später unterrichtete er auch an der University of Miami, der North Texas State University und an der University of Tennessee. Zu seinen Schülern gehörten u. a. Mark Egan, Don Rader und Mark Taylor. Coker schrieb außerdem mehr als 20 Bücher über Jazztheorie und -technik, darunter „Improvising Jazz“, „Patterns for Jazz“ und „The Jazz Idiom“.

## Diskographische Hinweise
- Modern Music from Indiana University (Fantasy, 1955), u. a. mit Roger Pemberton
- A Re-Emergence (Revelation, 1983)
- Rebirth (Revelation, 1984)

## Veröffentlichungen
- Patterns for Jazz – For Bass Clef Instruments.  Miami, Warner Brothers, ISBN 0769230172.
- Patterns for Jazz -- A Theory Text for Jazz Composition and Improvisation: Treble Clef Instruments Warner 2002, ISBN 9780898987034
- Listening to Jazz. Englewood Cliffs. Prentice Hall 1978
- The Jazz Idiom. Englewood Cliffs. Prentice-Hall. 1975.
- Jerry Coker’s Jazz Keyboard Alfred Publishing Company 1984-05, ISBN 0769233236.
- Jerry Coker’s Complete Method for Improvisation: For All Instruments (CD included) Alfred Publishing Company 1997-11, ISBN 0769218563.
- Elements of the Jazz Language for the Developing Improvisor. Alfred Publishing Company 1997-02, ISBN 157623875X.
- A Guide to Jazz: Composition and Arranging. Rottenburg, Advance Music